# Baluwapati Deupur
Baluwapati Deupur (en népalais : बालुवापाटी देउपुर) est un comité de développement villageois du Népal situé dans le district de Kavrepalanchok. Au recensement de 2011, il comptait 6 023 habitants.